# Хромит кобальта(II)
Хромит кобальта(II) — неорганическое соединение,
соль кобальта и слабой несуществующей хромистой кислоты с формулой Co(CrO2)2,
тёмно-зелёные кристаллы,
не растворяется в воде.

## Получение
- Спекание оксида кобальта(II,III) и оксида хрома(III):

{\displaystyle {\mathsf {2Co_{3}O_{4}+6Cr_{2}O_{3}\ {\xrightarrow {1400^{o}C}}\ 6Co(CrO_{2})_{2}+O_{2}\uparrow }}}

## Физические свойства
Хромит кобальта(II) образует тёмно-зелёные кристаллы
кубической сингонии,
пространственная группа F d3m,
параметры ячейки a = 0,8336 нм, Z = 8.
Не растворяется в воде.
Является ферромагнетиком в температурой Кюри 94 К.